# Tintamarre
Tintamarre (Frans: Île Tintamarre) is een klein eiland in de Caraïbische Zee. Het eiland is onderdeel van de Franse Antillen en ligt ongeveer drie kilometer van het eiland Sint Maarten/Saint Martin/St. Martin. De oppervlakte van het eiland is ongeveer 0,8 vierkante kilometer.

## Geschiedenis
Het woord Tintamarre komt uit het Middelfrans voor "opschudding" of "groot verward geluid". Door de Antilianen op Sint Maarten wordt Tintamarre ook wel Flat Island genoemd.
Het eiland heeft een bewogen geschiedenis en is zelfs een soort koninkrijk geweest. Er zijn nog resten van huizen en muurtjes te vinden als overlevering van bewoning en landbouw.
In de 18e eeuw was het een plaats van grote strijd tussen de Fransen en de Britten. De locatie van Sint Maarten en Tintamarre lag in strategische en zeer omstreden wateren van de Kleine Antillen. Dit kleine eiland was ooit de katalysator van een opeenvolging van landroof tussen de naties en speelde een cruciale rol in de Caribische geschiedenis.
Aan het begin van de 20e eeuw was dit eiland het huis van de Nederlandse zakenman Diederik Johannes van Romondt, naar verluidt om belasting te ontwijken. Hij verbouwde het eiland voor katoen, deed wat schapenhouderij en maakte boter en kaas op het eiland die vervolgens in heel West-Indië zouden worden verkocht. Hij nam enkele tientallen arbeiders van Sint Maarten mee. Hij werd beroemd in 1913 toen een Frans dagblad hem "De koning van Tintamarre" noemde en verslag deed van zijn vrijgezellenfeest. Volgens de legende werden na het artikel talloze brieven naar van Romondt gestuurd door Europese vrijers, die elk de koningin van Tintamarre hoopten te worden. Geen van hen was succesvol.
Tijdens deze periode was er landbouw en wat handel. Tot 150 mensen leefden op Tintamarre, en het werd door de eigenaren geregeerd als een bijna onafhankelijk gebied. Zelfs een munteenheid werd ongeveer 100 jaar geleden geïnstalleerd. 30.000 Nederlandse centen, die niet als munteenheid in het Caribisch gebied circuleerden, werden geïmporteerd als goedkope penningen met een nieuwe waarde die eraan werd toegekend. Het was blijkbaar niet gemakkelijk om zo ver weg te leven van de gemakken van bewoonde plaatsen, dus besloot Diederik van Romondt het eiland te verkopen aan een politicus van de Franse kant van Sint Maarten.
Tijdens de jaren van de Tweede Wereldoorlog werd het eiland bestuurd door de Franse regering van Vichy, en het gerucht gaat dat het onderdak en bevoorrading bood aan Duitse onderzeeërs.

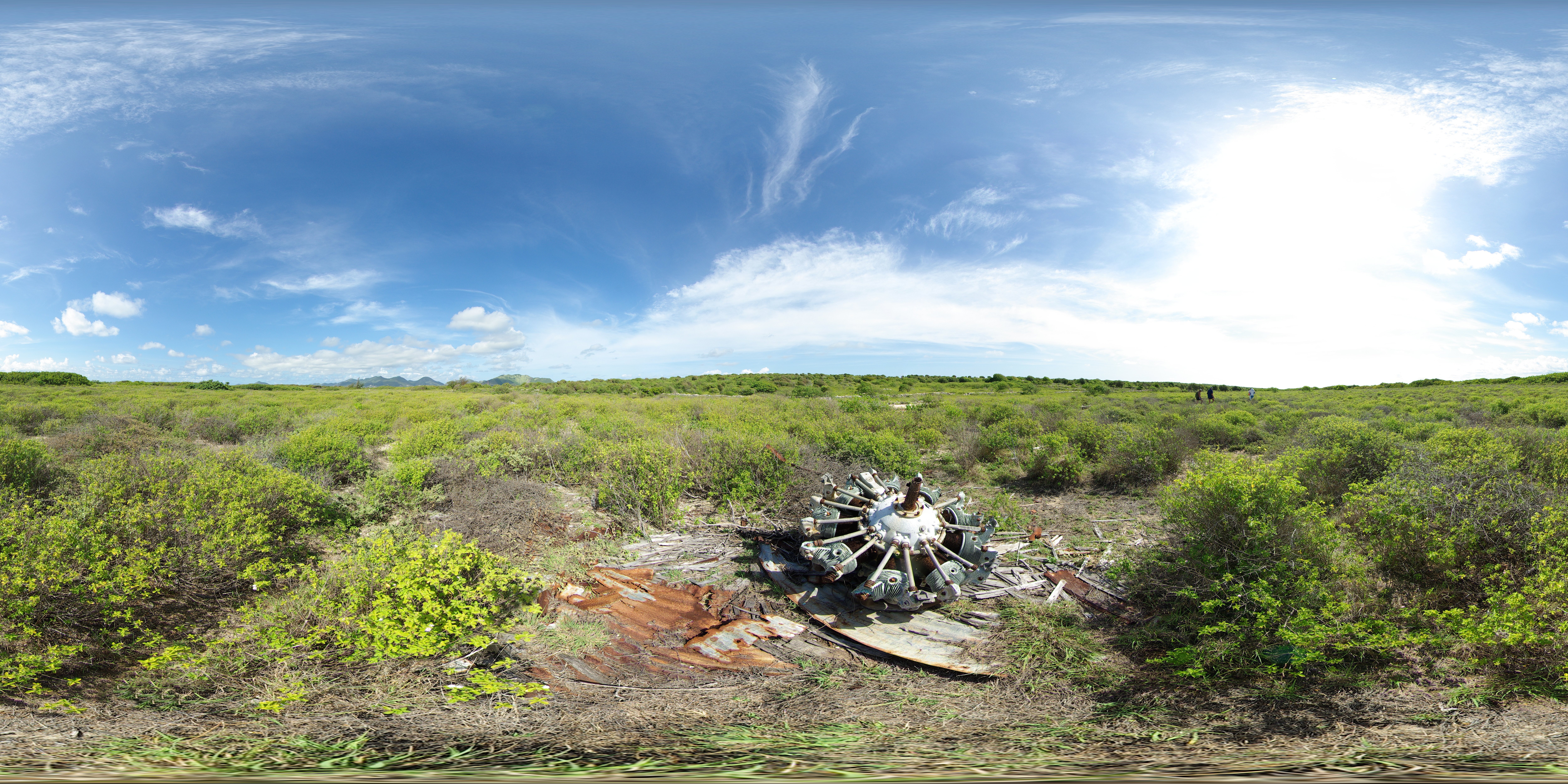
Voormalige landingsbaan

De commerciële luchtvaart voor het veel grotere hoofdeiland Sint Maarten begon hier. Tintamarre diende tussen 1946 en 1950 als luchtmachtbasis voor een klein bedrijf genaamd “Companie Aerienne Antilliaise (CAA)”. Op een 500 meter lange onverharde weg zouden vliegtuigen komen en gaan. De kleine lagune diende als basis voor watervliegtuigen. Ongeveer 20 mensen woonden gedurende deze tijd op Tintamarre om de goede werking van de basis te garanderen. De CCA exploiteerde een kleine vloot van hergebruikte vliegtuigen vanuit Tintamarre, die naar Dominica, Saint Lucia, Martinique en Anguilla vloog. De landingsbaan zorgde voor nieuwe routes en daarmee voor smokkelmogelijkheden. In 1951 werd Rémy de Haenen, handelaar en burgemeester van Saint-Barthélemy, in Venezuela veroordeeld voor het illegaal bezit van 30.000 kratten whisky. In 1950, na drie noodlottige starts, werd de landingsbaan gesloten, om nooit meer te worden gebruikt. Op de voormalige landingsbaan zijn nog restanten van een van de verongelukte vliegtuigen te vinden.
In de huidige tijd wordt het eiland bezocht door toeristen die met de boot worden gebracht voor een dagexcursie. Ze verblijven meestal op het zandstrand gelegen aan de zuidzijde van het eiland. Het eiland is een beschermd natuurreservaat.